# Lahayville
Lahayville é uma comuna francesa na região administrativa de Grande Leste, no departamento de Meuse. Estende-se por uma área de 3,96 km². Em 2010 a comuna tinha 29 habitantes (densidade: 7,3 hab./km²).